# Parc national de Halytch
Le parc national de Halytch  (en ukrainien : Галицький національний природний парк) est un  parc national de l'oblast d'Ivano-Frankivsk situé à l'ouest de l'Ukraine. Le parc est créé le 9 août 2004 et fait partie de l'aires protégées des Carpates ukrainennes.

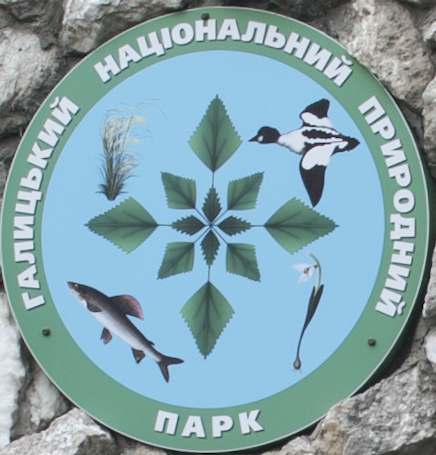
Son logo,
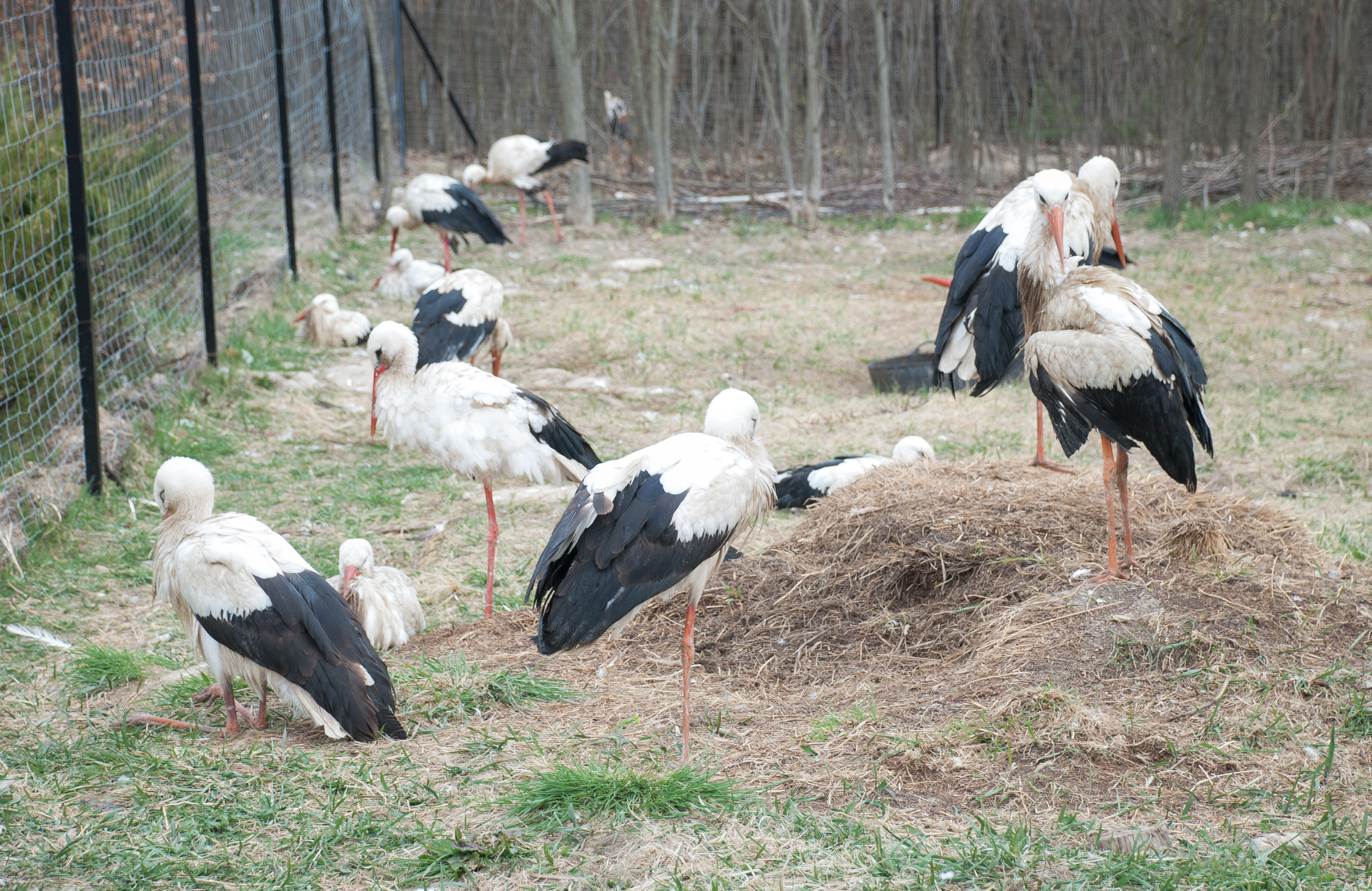
Animaux du centre
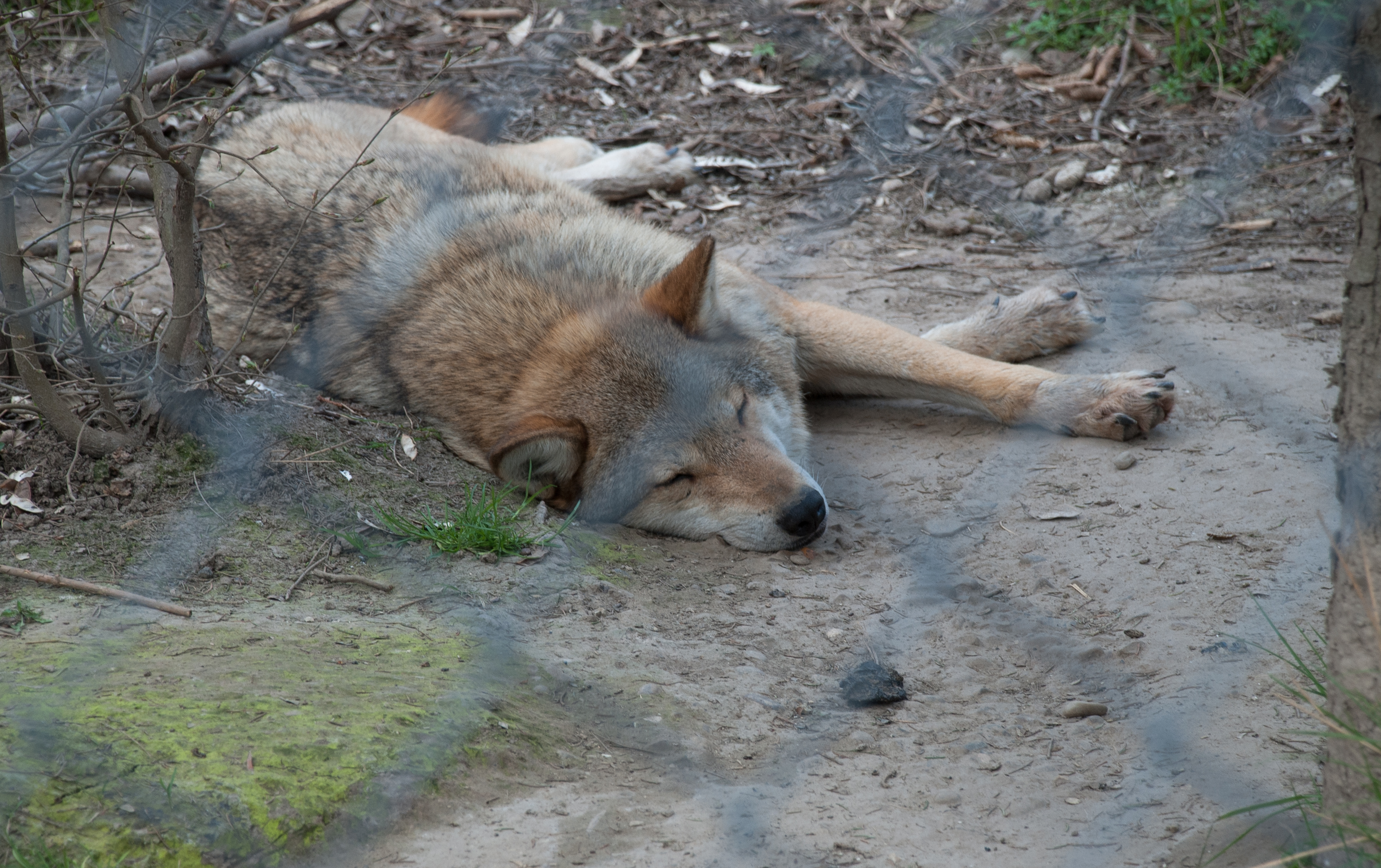
de réintroduction de la vie sauvage.
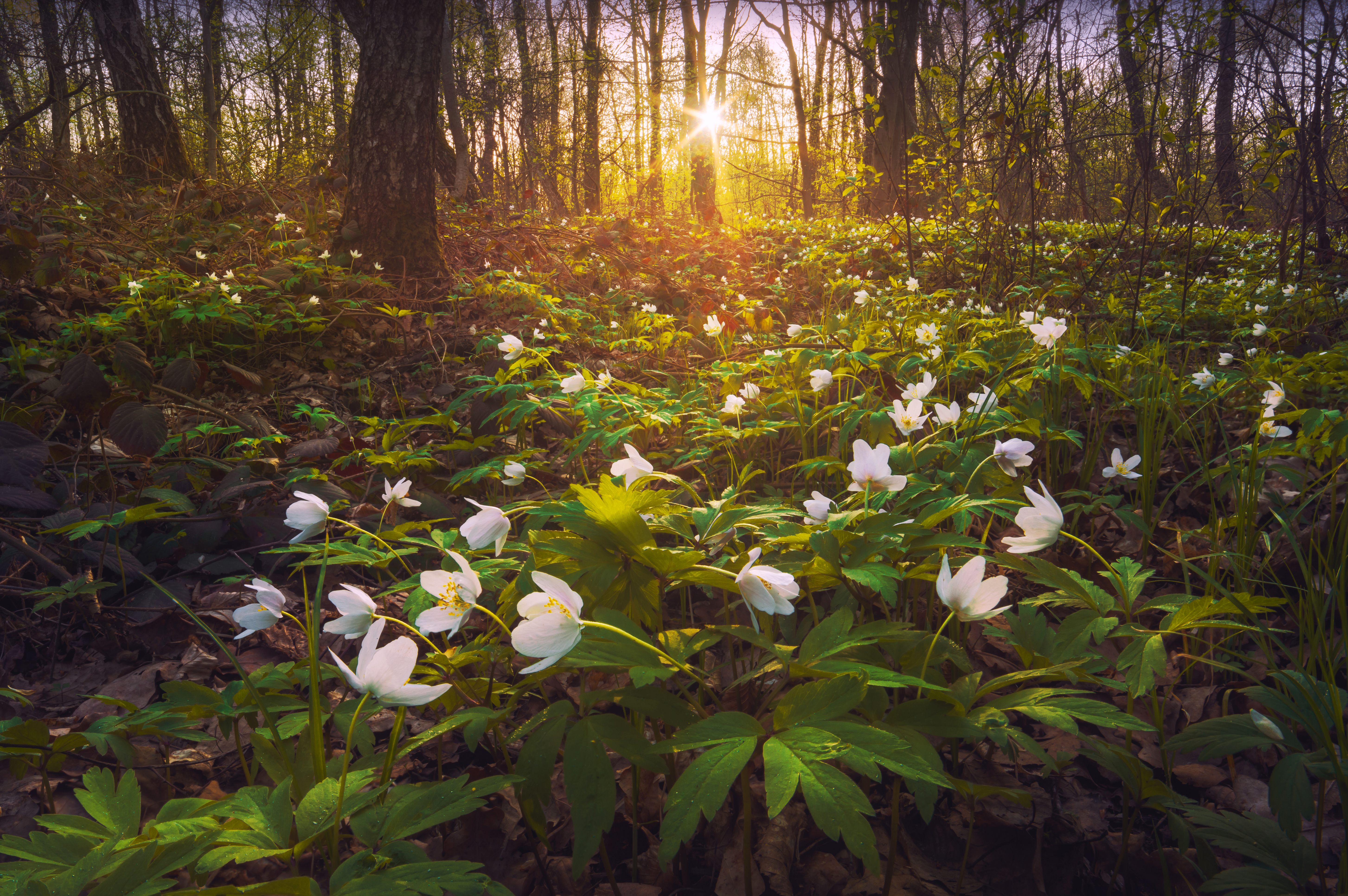
Sous-bois.

L'éntrée du parc se fait par la ville d'Ivano-Frankivsk.